# Ana de Iorque, Duquesa de Exeter
Ana de Iorque, Duquesa de Exeter, também conhecida como Ana Plantageneta (Fotheringhay, 10 de agosto de 1439 – Windsor, 14 de janeiro de 1476) foi filha mais velha de Ricardo, 3.º Duque de Iorque e de Cecília Neville. Foi irmã mais velha dos reis Eduardo IV (1461–1483) e Ricardo III (1483–1485).

## Casamentos e descendência
Ana casou-se duas vezes e divorciou-se do primeiro marido.

### Primeiro casamento
Em 1447, quando tinha oito anos de idade, Ana casou-se com Henrique Holland, 3.º Duque de Exeter (1430–1475). Durante a Guerra das Rosas, o duque de Exeter ficou do lado da Casa de Lencastre contra a família da sua mulher, a Casa de Iorque. Exeter comandou algumas das maiores vitórias da Casa de Lencastre na Batalha de Wakefield e na Segunda Batalha de St. Albans. Ele também foi um dos comandantes da derrota dos Lencastre na Batalha de Towton. O duque fugiu para a Escócia depois da batalha e, mais tarde, partiu com Margarida de Anjou para o exílio na França. Em 4 de março de 1461, o irmão mais novo de Ana, Eduardo, tornou-se rei. Ele confiscou os bens do duque de Exeter, mas entregou-os a Ana e à filha do casal, Ana Holland. Ana e o duque de Exeter separaram-se em 1464 e divorciaram-se em 1472. Durante o segundo reinado de Henrique VI, Ana manteve-se leal ao seu irmão Eduardo e, naquela que parece ter sido a sua única intervenção política, tentou persuadir o seu irmão, Jorge, Duque de Clarence, a abandonar a causa dos Lencastre. Os seus argumentos sortiram algum efeito, pelo que ela ajudou a restaurar o reinado de Eduardo IV.
Ana só teve uma filha com o duque de Exeter, Ana Holland (1461 – entre 26 de agosto de 1467 e 6 de junho de 1474), que se casou em outubro de 1466 no Palácio de Greewich com Tomás Grey, filho de Isabel Woodville e do seu primeiro marido. Esta morreu sem filhos entre 26 de agosto de 1467 e 6 de junho de 1474. Mais tarde, Tomás casou-se com Cecília Bonville, 7.ª Baronesa Harington, outra herdeira jovem e rica.

### Segundo Casamento
Ana casou-se pela segunda vez por volta de 1474 com Thomas St. Ledger (c. 1440 – 1483), um seguidor leal do seu irmão, Eduardo IV. Em 1483, ele participou na rebelião falhada do Duque de Buckingham contra o irmão mais novo do rei Eduardo, Ricardo III, que acabou por lhe suceder. Após o falhanço da rebelião, Thomas foi executado. No entanto, o rei Eduardo tinha garantido que as terras do antigo Duque de Exeter ficariam na posse de Ana e dos seus herdeiros, pelo que se ela se voltasse a casar, os seus filhos poderiam herdá-las.
Ana morreu ao dar à luz a sua única filha com Thomas, Anne St. Ledger (14 de janeiro de 1476 – 21 de abril de 1526), que passou a ser a herdeira das  terras da mãe e do seu primeiro marido. Anne casou-se com George Manners, 11.º Barão de Ros e foi a mãe de Thomas Manners, 1.º Conde de Ruthland, um favorito da corte de Henrique VIII.

## Morte e enterro
Ana foi enterrada em 1 de fevereiro de 1476 na Capela de St. Ledger, que fica no transepto norte da Capela de São Jorge, no Castelo de Windsor, inaugurada em 1481 pelo seu marido. Mais tarde, a capela mudou de nome para Ruthland, em homenagem ao seu genro, George Manners, 11.º Barão de Ros (cuja efígie, em conjunto com a da sua mulher, Anne St. Ledger, se encontra lá).